# 渡边华山
 渡边华山（日语：渡辺 崋山，1793年—1841年），原名渡边定静，字子安，一字伯登，通称渡边登，号华山，斋号有寓绘堂、全乐堂、金暾居、昨非居士、随安居士。日本国江户后期汉学家、兰学家、政治家、画家、田原藩藩士，被誉为“幕末伟人”和“日本开国史上的第一人”。

## 简介

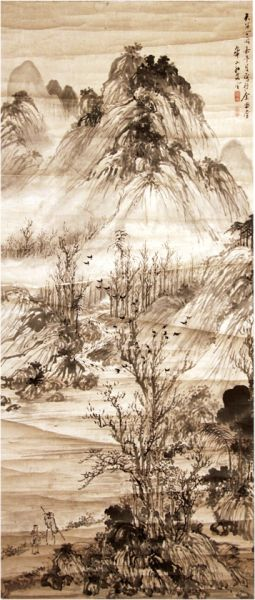
《寒林群鸦图》

1793年，渡边华山出生于江户田原藩的一个贫困家庭，是小侯田原家臣定通的8个儿子之一。
8岁时，渡边华山就在藩主的世子那做勤杂工。
9岁时，渡边华山就师从田原藩士平山文镜学画，文镜死后又跟白川芝山学画，因为付不出学费被白川芝山逐出门外。
16岁时，渡边华山师从金子金陵学画，金陵曾经跟随江户画界领袖谷文晁学过南画，技术高超，对华山影响很大。后来，他将华山介绍给谷文晁，在谷文晁画塾“书山楼”学习中国明清画、日本文人画和西洋画，宗法中国清朝画家陈老莲、恽南田，兼取先哲，绘画技艺大进。
20岁开始，渡边华山每年的正月画灯笼画，每百幅才卖得一贯文。
24岁时，由于家里穷得没钱给父亲买药品治病，在冬天里母亲都没有盖过棉被。在严重恶劣的家庭环境下，渡边华山选择了绘画的道路，也就为他后来成为画家、洋学家打下了基础。
天保二年（1831年）渡边华山和兰学医生新秀小关三英结识。
天保三年（1832年），渡边华山被任命为海防挂。这一年他和高野长英、幡崎鼎等洋学家互相结交，从此如痴如狂地致力于西学研究，并著书《外国事情书》、《初稿西洋事情书》、《再稿西洋事情书》、《慎机论》等。这些书籍中透露出渡边华山对西方世界工业革命后社会大踏步前进的深刻洞见，认知到日本将来必将面对国际适者生存的险恶环境，并且抨击日本当时的愚昧执政者“盲者不惧蛇，聋者不避雷，身处险境而不自知”，提出日本必须学习西方文明，跟上西方步伐，才能挽救这种局面的出现。于是，渡边华山和著名兰学家高野长英、小关三英组成了兰学集团——史称“蛮社”，为处在十字路口的日本指引了前进的方向，从而也将日本的兰学推向了更高层次。
天保八年（1837年），美国商船“马礼逊号”搭乘七名日本漂流民，抵达日本浦贺近海，美国商船主动示好，想达成与日本互利通商的目的。但是日本幕府执政者不同意，按照《异国船驱逐令》下令炮击“马礼逊号”，迫使美国商船仓皇撤离了日本。这次事件深深震撼了渡边华山，高野长英和他分别写出了《慎机论》和《戊戌梦物语》，阐释世界发展大势，抨击幕府的攘夷政策措置失当，是“井蛙之见”，主张取消《异国船驱逐令》，并且提出“因时变而立政法乃古今之通义”的应对策略。幕府执政者因此认为他们的书籍是“赞美异国，诽谤我国之邪书”，多数蛮社成员因为“妄评政治、动摇民心”的罪名被逮捕入狱，5月14日，渡边华山被捕入狱，高野长英也于18日自首，小关三英在23日自杀，史称“蛮社之狱”，这次事件也表现了日本统治阶层对西方近代科学及先进思想的竭力排斥和拒绝。
渡边华山被捕入狱后，日本儒学两大家之一、与华山有着二十余年的师兄弟关系的松崎慊堂不顾自己69岁带病之身，彻夜疾书上书德川幕府首席老中水野忠邦，叙述渡边华山的品德：为人之廉、事母之孝、奉君之忠。并且提出“若个人笔记可以定罪，只怕日本无人不罪”。因为水野忠邦的干预，渡边华山罪减一等，保住了性命，交给田原藩就地管制，终生不得外出。回到家乡后，渡边华山耕作，妻子日夜纺织，江户的弟子们按月接济，才勉强得以养家糊口。
天保十二年（1841年），渡边华山的学生之一福田牛香为了替老师解决温饱问题，准备在江户举办画展，出售老师的作品。日本保守派因此为借口，在社会上制造舆论，并且惩罚华山的监管人——主公三宅氏。渡边华山听说后，决定以死明志，以谢主公。
天保十二年十月十一日（1841年10月11日），在渡边华山年迈的母亲探望他的时候，趁着母亲不备，渡边华山拔出腰刀切开腹部，又回刀刺破咽喉，自尽而死，遗书署名是“不忠不孝渡边登”。日本近代史上最明亮的一盏思想之灯，就在悲风苦雨的政治环境中黯然熄灭了。此时，华山年仅48岁。
1853年，美国将军佩里威逼日本人打开了国门，渡边华山著作中的“数年后为之一变”警世遗言，应验成日本面临的活生生现实。

## 作品

### 书籍

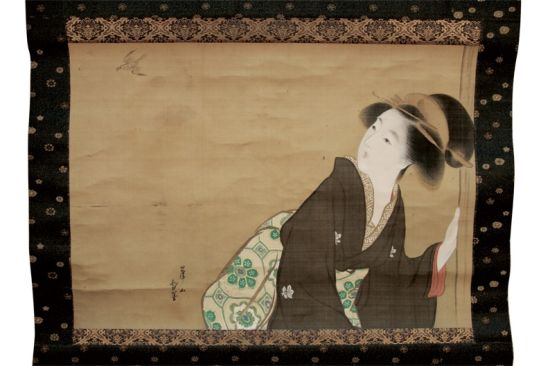
《回首图》

- 《外国事情书》
- 《初稿西洋事情书》
- 《再稿西洋事情书》
- 《慎机论》

### 画作
- 《寒林群鸦图》
- 《回首图》

## 学术观点
渡边华山最初学习儒学，后来学习兰学，扫除了原有狭隘的空间及地理观，形成了新的地球体说，促使日本摆脱“华夷之辨”的腐朽思想。但是渡边华山并没有因为西方思想的先进而彻底抛弃儒家思想、轻视中华文化，而是借助“道”来阐释和认知西方思想。渡边华山认为当时的圣人之道，儒教仍然是世界第一。渡边华山积极肯定西方各国在学问、技艺及政教方面的进步的同时，也清醒的看到西方文明背后的贪婪与残酷。 

## 影响
渡边华山对日本的思想启蒙起到了重大的作用，使日本人对西方的理解上升到了一个新的阶段。西方的先进思想随着日本幕府体制的解体，逐渐渗透到了日本人的生活与心灵中，有力地促进了日本的近代化。

### 学生
- 福田牛香
- 村上定平（西洋军事学家、火炮专家，1845年制造出西式帆船“顺应号”。[3]）

### 学者
- 佐久间象山

### 开明官吏
- 江川英龙
- 川路圣谟

## 脚注
1. ↑  海防挂：即管理海防的官员。
2. ↑  首席老中：幕府的常任执政官，相当于内阁成员
3. ↑  渡边华山《外国事情书》：“（西洋各国）大肆侵略别国，见肉必争，乃实实在在的犬戎之性也。”；“西欧人讲仁乃为权益之计，其智狡黠，讲道义也以是否有利可图为前提。”